# بخش شومیاچسکی
بخش شومیاچسکی (به لاتین: Shumyachsky District) یک منطقهٔ مسکونی در روسیه است که در استان اسمولنسک واقع شده‌است.